# Cerje Nebojse
Cerje Nebojse is een plaats in de gemeente Maruševec in de Kroatische provincie Varaždin. De plaats telt 455 inwoners (2001).